# St. Ottilia (Asbach)

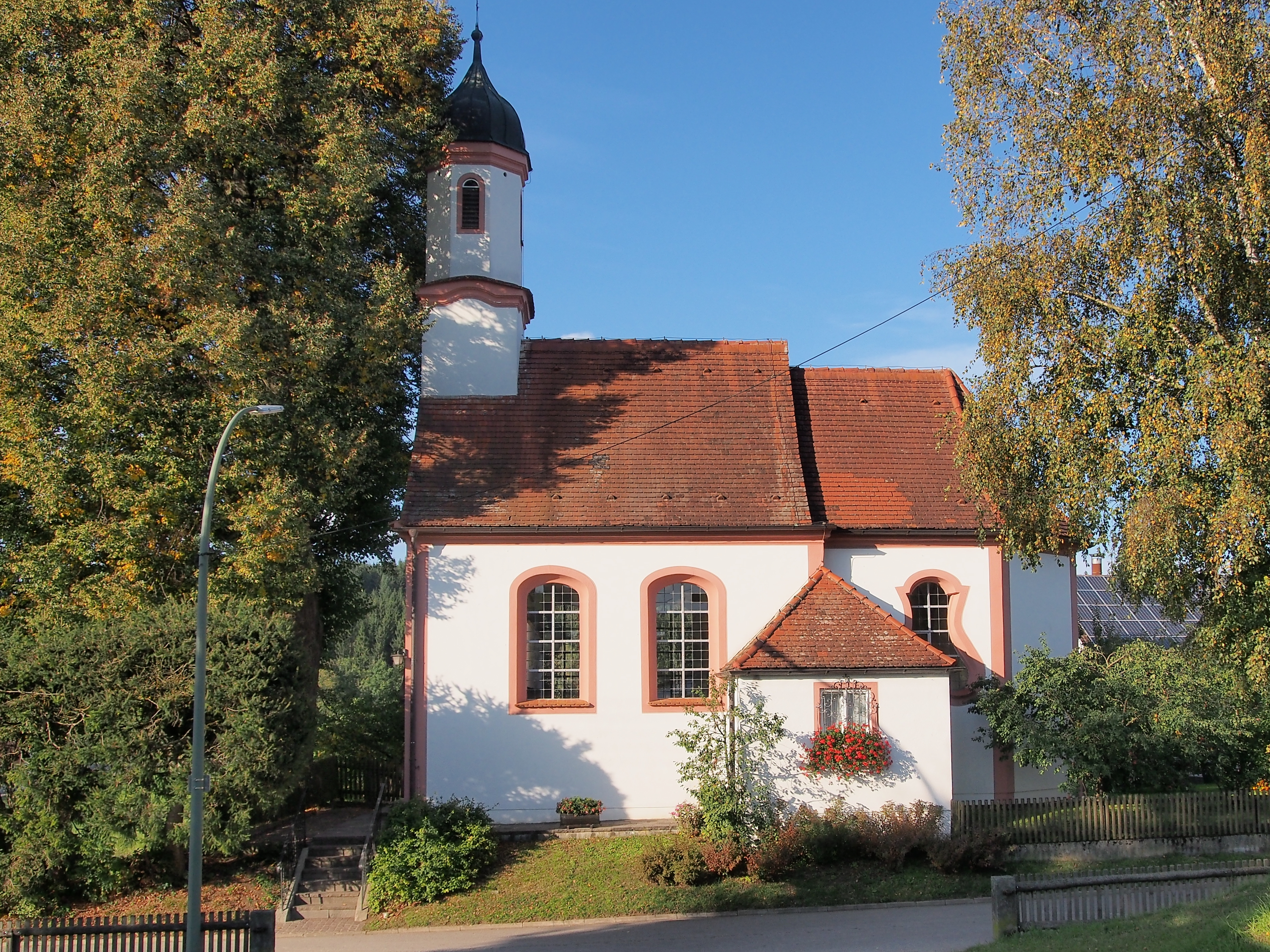
St. Ottilia in Asbach

Die römisch-katholische Filialkirche St. Ottilia steht in Asbach, einem Gemeindeteil von Laugna im schwäbischen Landkreis Dillingen an der Donau in Bayern. Das Bauwerk ist in der Liste der Baudenkmäler in Laugna unter der Nr. D-7-73-143-7 eingetragen. Die Filialkirche gehört zum Dekanat Dillingen des Bistums Augsburg.

## Beschreibung
Die Saalkirche wurde 1785 nach einem Entwurf von Anton Radmiller erbaut. Sie besteht aus einem Langhaus, einem eingezogenen, dreiseitig geschlossenen Chor im Osten und einem erneuerten Giebelreiter im Westen, in dessen Glockenstuhl eine vom Vorgängerbau übernommene Kirchenglocke hängt.
Der Innenraum des Langhauses ist mit einer Flachdecke überspannt. Zur Kirchenausstattung gehört ein 1785 gebauter Hochaltar, auf dessen Altarretabel die Odilia von Köln dargestellt ist. Von Hans Schellinger stammen Fresken im Stil der Zeit um 1770/80.